# Đại học Santiago de Cuba
Đại học Santiago de Cuba (tiếng Tây Ban Nha Universidad de Oriente Santiago de Cuba, UO) là trường đại học toạ lạc tại Santiago de Cuba, Cuba. Trường được thành lập năm 1947 và hiện có 11 khoa.

## Tổ chức
Trường hiện có 11 khoa sau:
- Khoa Khoa học Xã hội
- Khoa Nhân văn
- Khoa Luật
- Khoa Kinh tế và Quản trị kinh doanh
- Khoa Khoa học Tự nhiên
- Khoa Toán học
- Khoa Giáo dục từ xa
- Khoa Kỹ thuật Hoá học
- Khoa Kỹ thuật Cơ khí
- Khoa Kỹ thuật Điện
- Khoa Xây dựng